# 90/50 Mod. 1939
Il cannone Ansaldo-OTO da 90/50 Mod. 1939 era un pezzo di artiglieria contraerea pesante italiano della seconda guerra mondiale. Sviluppato come arma navale dalla Ansaldo, da esso fu derivato l'altrettanto valido pezzo terrestre da 90/53 Mod. 1939.

## Storia
L'Ansaldo nel 1938 sviluppò questo pezzo da 90 mm per conto della Regia Marina, dove avrebbe dovuto sostituire il cannone da 100/47 di origine austro-ungarica. Due esemplari con canna lunga 48 calibri furono sperimentati sull'incrociatore corazzato San Giorgio; quindi la versione definitiva con canna da 50 calibri venne prodotta dall'Ansaldo e dalla OTO negli anni successivi. Parallelamente la Direzione del Servizio Tecnico Armi e Munizioni incaricò la ditta di studiare una variante terrestre dello stesso pezzo. Gli organi tecnici di esercito e marina valutarono la possibilità di utilizzare lo stesso cannone, ma risultò che i requisiti delle due armi erano differenti, quindi ci si limitò ad unificare bossolo, esplosivo e granitura del propellente, mentre la canna del modello terrestre venne allungata a 53 calibri. L'arma risultante fu l'ottimo 90/53 Mod. 1939, impiegato sia nel ruolo antiaereo che controcarro.
I cannoni navali da 90/50 Mod. 1939 vennero installati in torrette singole sulle navi da battaglia classe Littorio (12 pezzi) e classe Caio Duilio ricostruite (10 pezzi), delle quali costituirono il principale armamento antiaereo. La prevista installazione, all'inizio della guerra, sull'avviso veloce Diana venne annullata e la nave fu armata con due pezzi da 102/35. Ne era prevista anche l'installazione sui Di Giussano (convertiti in navi antiaeree) e sul Bolzano (convertito in nave lancia-aerei). Dopo la guerra, il pezzo navale 90/50 rimase in servizio nella nuova Marina Militare fino alla radiazione delle due Caio Duilio nel 1956.

## Tecnica

### La bocca da fuoco
La bocca da fuoco da 90/50 era formata dalla canna rigata in acciaio, sottoposta a autofrettage, che era avvitata a freddo al blocco di culatta, in modo da poter essere agevolmente sostituita dopo l'usura dell'anima. Il blocco di culatta portava un'appendice inferiore per l'asta del freno di sparo e due appendici superiori per i recuperatori idropneumatici, che lo collegavano alla culla. L'otturatore era a cuneo orizzontale.
L'arma sparava un cartoccio-proietto da 18,4 kg, con granata di 10,1 kg, propulso da una carica di 3,4 kg. Nonostante le buone caratteristiche balistiche, la granata si frammentava in schegge troppo piccole per danneggiare i bersagli, cosicché venne sostituita durante la guerra. La cadenza di tiro, di 12 colpi al minuto, con serventi ben addestrati poteva salire a 18 colpi al minuto.

### Gli impianti
L'impianto da 90/50 era tanto avanzato per il tempo da risultare non pienamente maturo. L'affusto infatti era prestabilizzato sui quattro assi di direzione, alzo, rollio e beccheggio, grazie ad un sistema di ben undici giroscopi. La correzione del rollio era di ±14°, quella del beccheggio di ±5°. La movimentazione dei pezzi era elettrica ed asservita alla centrale di tiro su entrambe le classi di navi da battaglia; sulle Duilio, tuttavia, poiché le torri sulle murate erano posizionate più basse e quindi soggette ad infiltrazioni d'acqua, l'impianto elettrico venne rimosso nel 1942 e sostituito con la movimentazione manuale, mentre sulle Littorio, essendo gli affusti posizionati più in alto, l'avanzato sistema automatizzato venne mantenuto.
Le torrette erano di forma ovale, fortemente inclinate e leggermente corazzate, pesanti 19 060 kg. L'elevazione andava da -3° a +75°, mentre il settore di brandeggio era di 140° a destra ed altrettanti a sinistra. La dotazione di colpi sulle Littorio era di 487 colpi per ogni cannone, per un totale di 5 844 granate antiaeree a nave. Ogni torretta aveva una riserva di 90 colpi di pronto impiego ed era alimentata da un elevatore elettrico che dal deposito munizioni trasferiva al ponte principale 30 cartocci-granata al minuto; questi venivano trasferiti a mano nel locale sottostante la torretta, da dove un altro paranco sollevava il cartoccio-granata e lo girava in orizzontale, pronto per la calcata. Nel paranco era incorporato il graduatore per le spolette automatico Borletti. I colpi venivano camerati a mano con un calcatoio a pantografo.